# 柏山寺塔
柏山寺塔位于陕西省延安市富县直罗镇柏山，俗称“直罗塔”，1992年被列为第三批陕西省文物保护单位，2013年被列为第七批全国重点文物保护单位。
柏山寺早已被毁，现仅存塔。塔建于北宋早期，为密檐式砖塔，平面呈八角形，底边长3.7米，共十一层，高43.3米。